# 터널

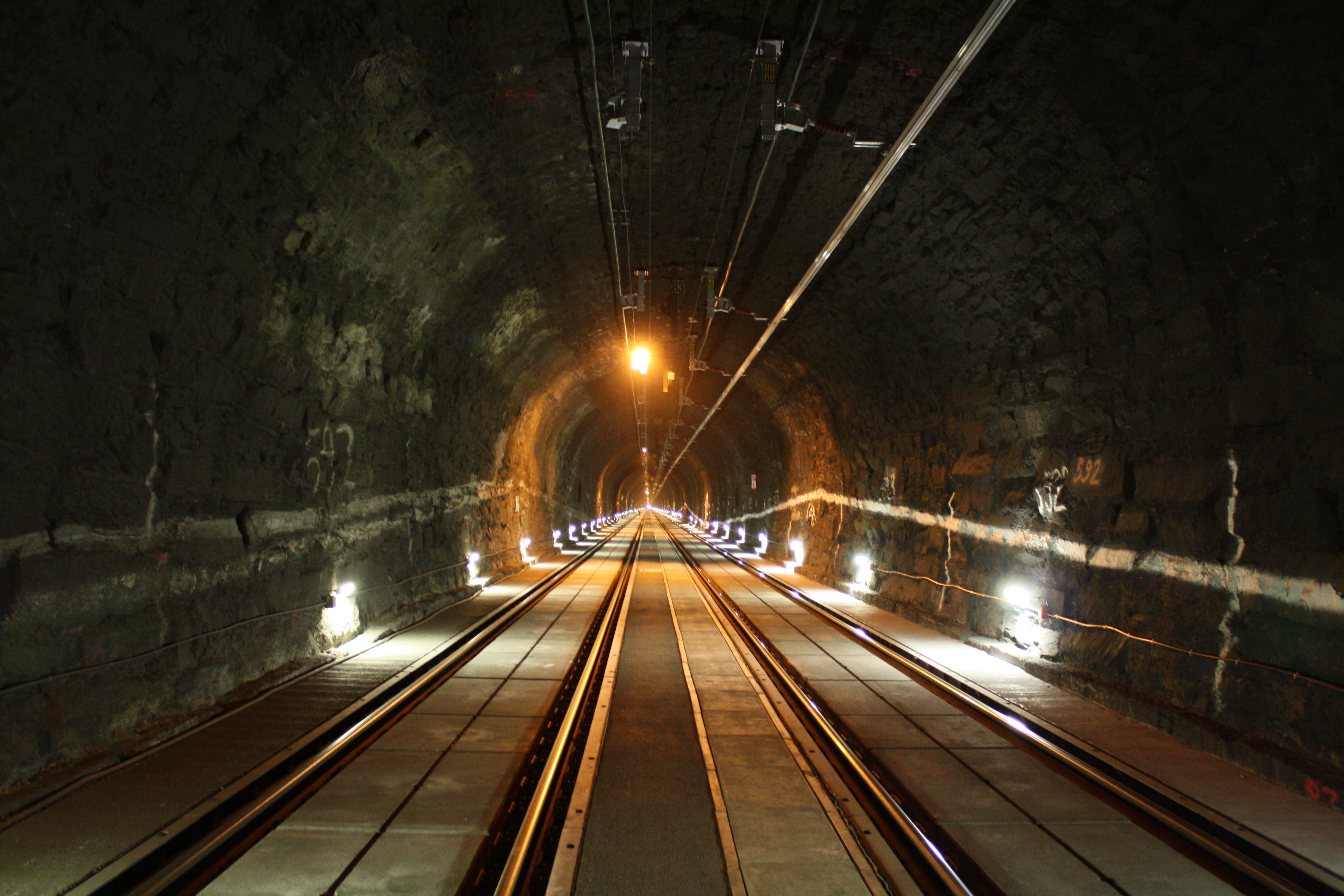
터널

터널(tunnel)이란 산이나 강, 바다 밑을 굴착하여 만들어낸 도로나 철도의 통로를 말한다. 다른 말로는 굴(窟), 굴길, 수도(隧道), 땅굴이라고도 한다. 도로, 철도, 수로, 전선, 송유관 등의 건설, 광산의 채굴, 군사적인 목적 등으로 건설된다.
지하에 터널을 파서 통로로 이용한 것은 먼 옛날부터 행하여졌다고 한다. 오늘날 도시의 터널은 교통의 혼잡을 완화하는 데 큰 몫을 차지하고 있다. 도시 터널의 대표적인 것은 지하철이라고 할 수 있으며 지하철이 오늘날 교통의 대종을 이루고 있는 것이 선진국의 일반적인 사례이다. 한국도 이미 서울에 지하철 1·2·3·4·5·7·8호선이 개통, 운행되고 있다. 기타 서울의 남산 1·2·3호선 터널, 사직터널, 북악터널 등이 있다.
터널은 그 이용 목적에 따라서 ①철도터널(지하철도 포함) ②도로터널 ③수로(水路)터널 등으로 분류된다. 터널은 건설공사 중에서도 어려운 공사의 대표적인 것이지만, 최근에는 굴착기계의 발달에 따라 훨씬 쉽게 공사를 할 수 있게 되었다.
현재 세계에서 주목되고 있는 도버해협의 해저터널은 영국측에서 1882년에 굴착하기 시작하여 1990년 관통되었다. 일본에서는 간몽(시모노세키와 모지) 해협의 철도터널이 하행선은 1942년에, 상행선은 1944년에 각각 완성되었다. 또 1983년에는 세이캉(아오모리와 하코다데 사이) 터널의 관통을 보게 되었다.
대도시에서는 도로교통의 혼잡을 피하기 위하여 터미널 부근에는 철도가 지하로 들어가게 되었다. 이것도 일종의 터널이라고 생각할 수 있다.

## 역사
터널의 초기 기술은 광업과 군사공학에서 발전하였다.

## 용도별 터널
- 도로 터널: 차량의 통행을 위한 터널.
- 철도 터널: 열차의 통행을 위한 터널.
- 수로 터널: 물을 흐르게 하기 위한 터널. 선박의 항행을 목적으로 터널을 뚫어 운하를 만드는 경우도 있다.
- 군사용 터널: 군사적인 목적으로 지어진 터널. 대한민국 내에서는 땅굴이라는 이름으로 많이 불린다.
- 파일럿 터널: 터널 굴착 전, 본터널에서 약간 떨어진 곳에 뚫는 터널. 환기, 재료운반, 버럭반출 목적 등으로 만든다.

## 방재시설
터널의 방재시설물에는 다음의 것들이 있다.
- 소화설비: 소화기, 소화전, 스프링클러
- 경보설비: 긴급전화, CCTV, 발신기, 터널진입차단설비
- 피난대피시설: 비상구 유도등, 비상주차대, 피난연결통로, 대피소, 수직구, 사갱
- 제연설비: 환기구, 송풍기, 급·배기팬
- 비상전원설비: 비상조명등, 비상콘센트

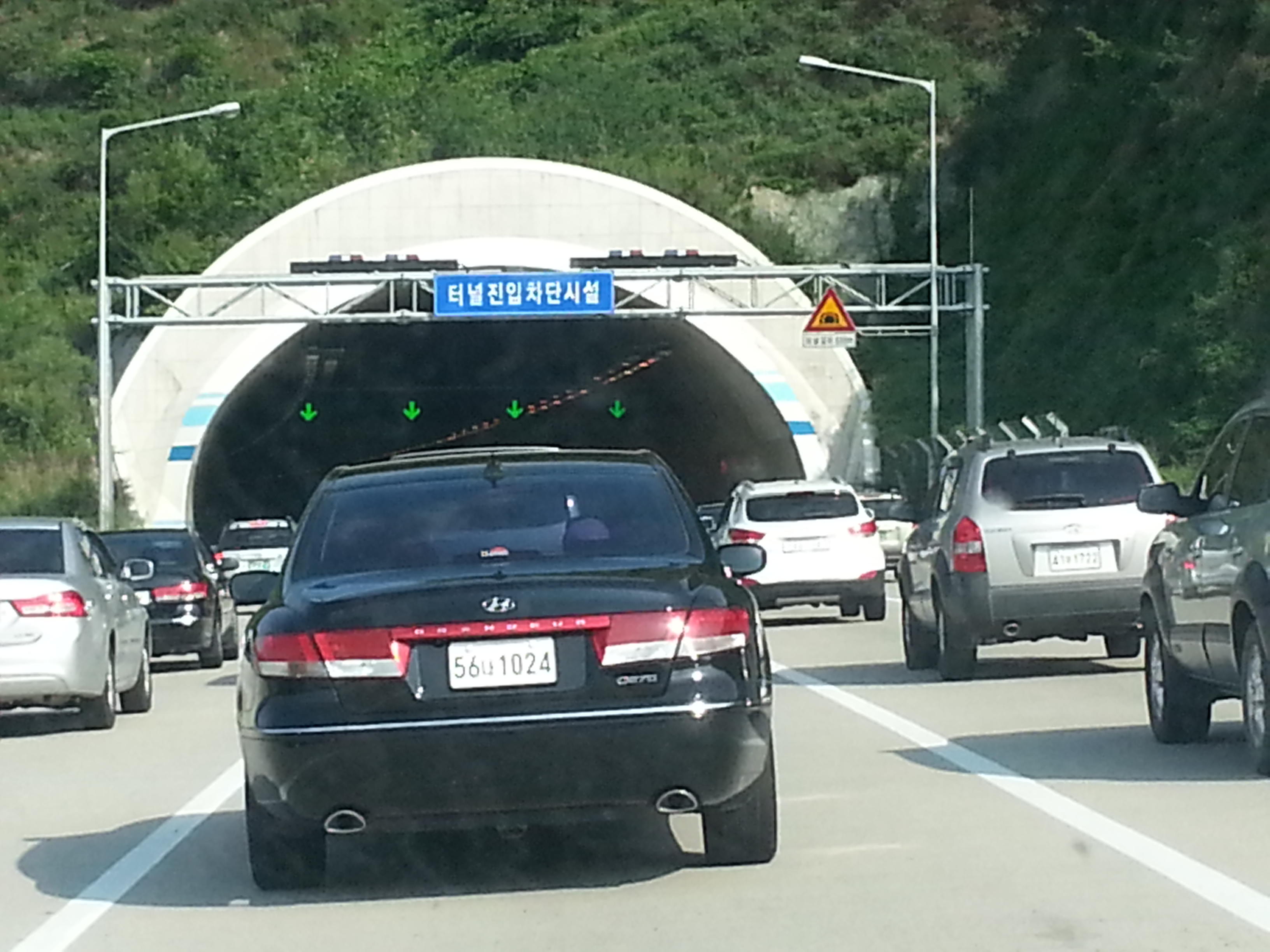
터널진입차단시설(국가 비상시)
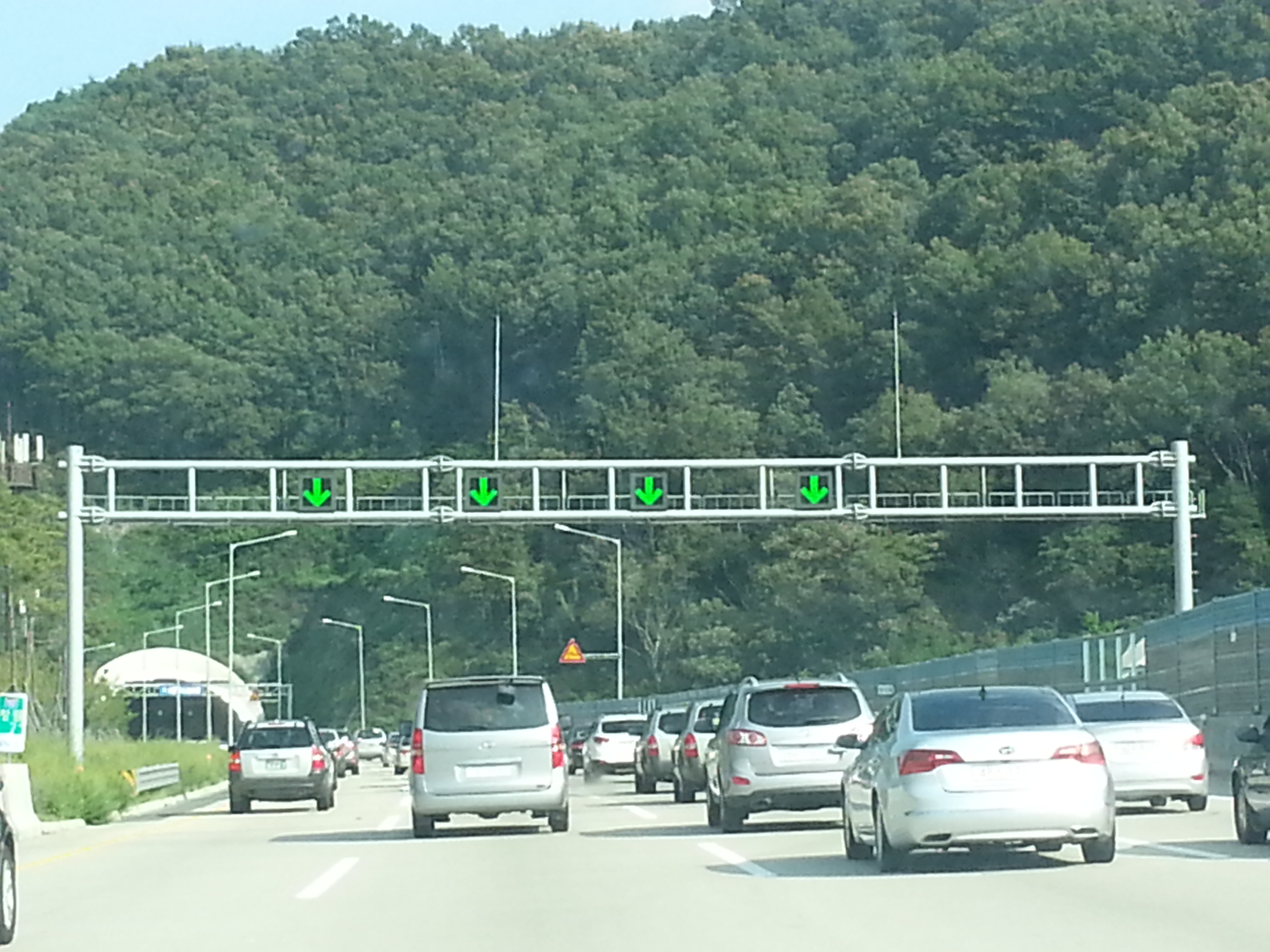
진입가능차선 표지
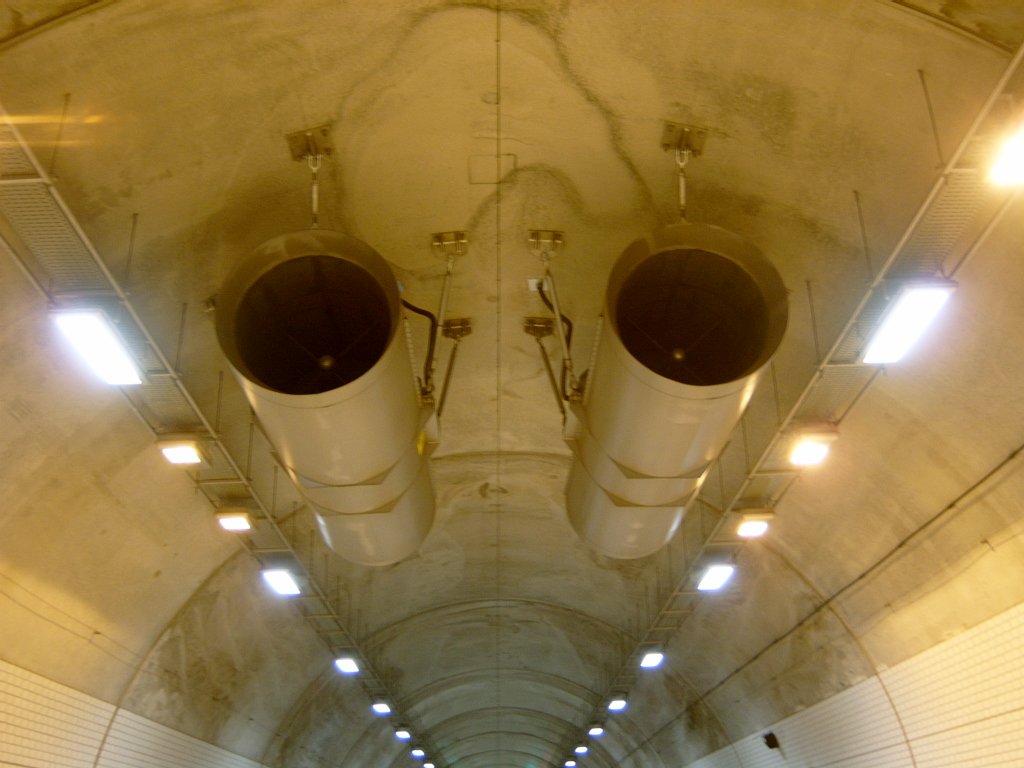
환기를 위해 미시령터널 내부에 설치된 제트팬

## 기록서

### 세계
- 세계에서 가장 긴 철도 터널은 고트하르트 베이스 터널로 길이 57km이다.
- 세계에서 가장 긴 도로 터널은 레르달 터널로 길이 24.5km이다.
- 세계에서 해저구간이 가장 긴 터널은 채널 터널로 50km중 39km가 해저 구간이다.
- 세계에서 가장 긴 광폭터널은 사패산터널으로 3.997km이다.

### 대한민국
- 대한민국에서 가장 긴 수로 터널은 영천댐 도수터널로 길이 33km이다.
- 대한민국에서 가장 긴 고속철도 터널은 율현터널로 길이 50.25km이다.
- 대한민국에서 가장 긴 간선철도 터널은 영동선 동백산-도계간 솔안터널로 길이 16.7km이다.
- 대한민국에서 가장 긴 지하철도 터널은 서울 5호선 본선 구간(방화~상일동)으로 길이 46.2km이다.
- 대한민국에서 가장 긴 고속도로 터널은 인제양양터널로 길이 10.96km이다.
- 대한민국에서 가장 긴 도로 터널은 배후령터널로 길이 5.1km이다.
- 대한민국 최초의 도로 터널은 1926년에 건설된 마래제2터널로 길이 640m이다.
- 대한민국 최초의 철도 터널은 1905년에 건설된 경부선 청도-상동간 은곡터널이다.
- 대한민국 최초의 해저 터널은 1932년에 건설된 통영해저터널로 길이 461m이다.
- 대한민국 최초의 침매 터널은 2010년 건설된 거가대교의 가덕해저터널 3.7km이다.

## 사진

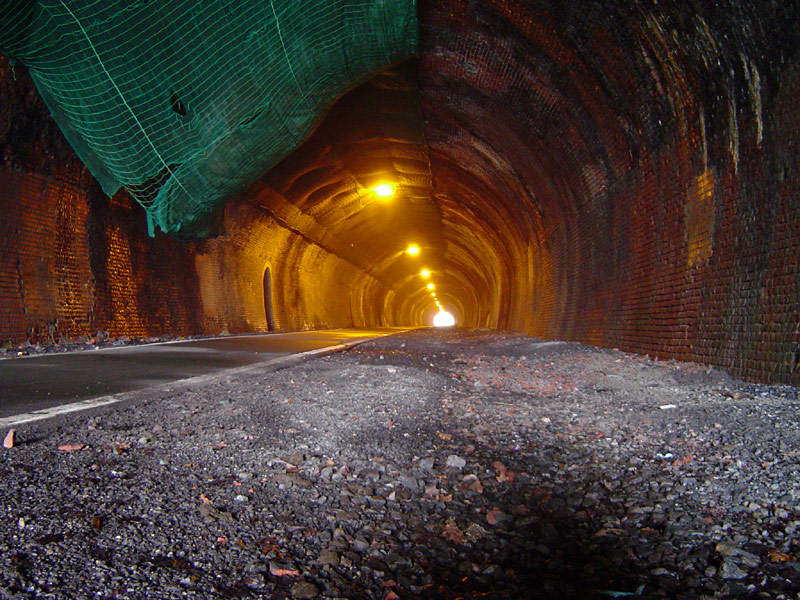
도로 터널 (구 철도 터널)
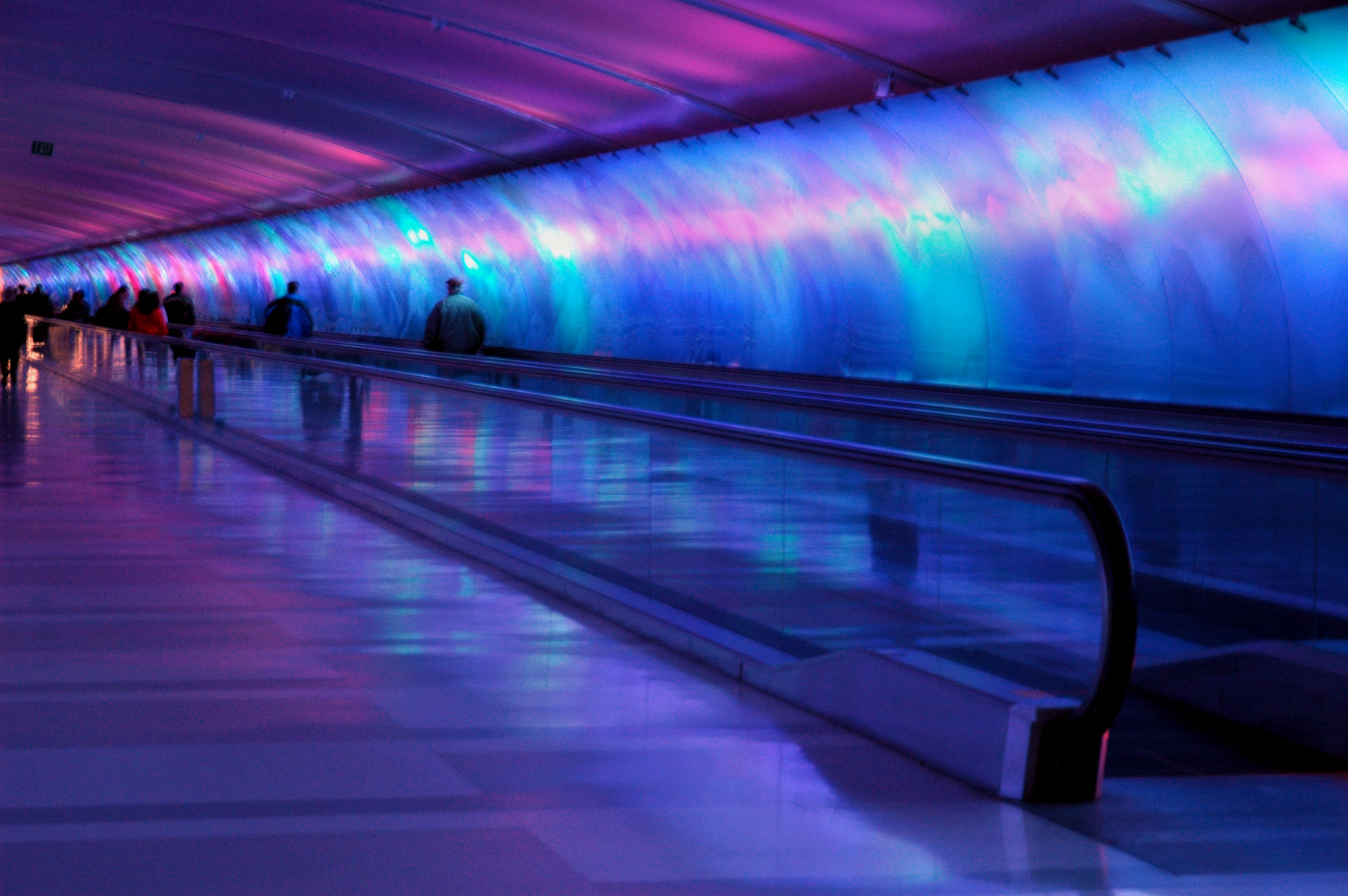
지하철역의 통로
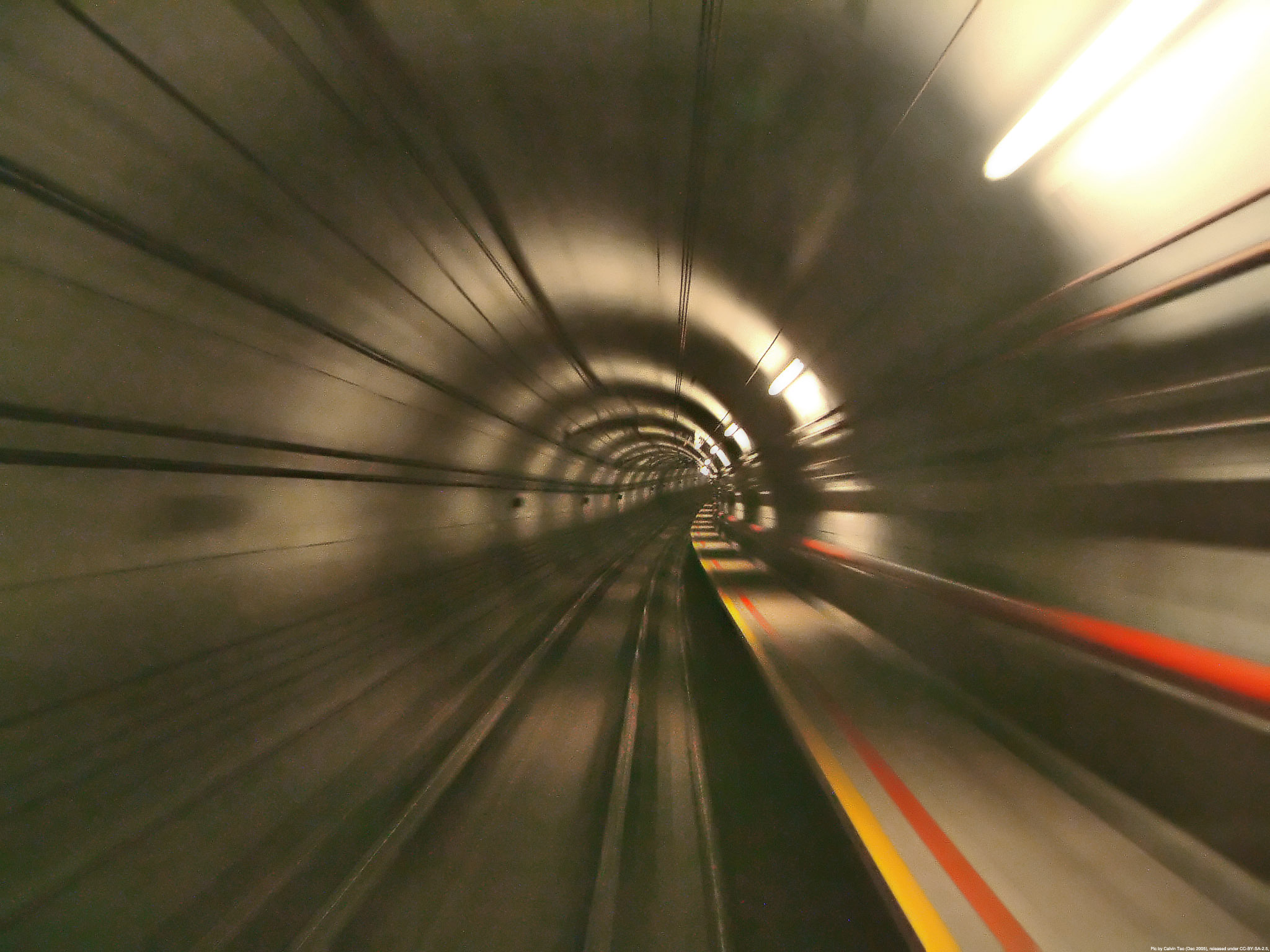
홍콩의 지하철 터널
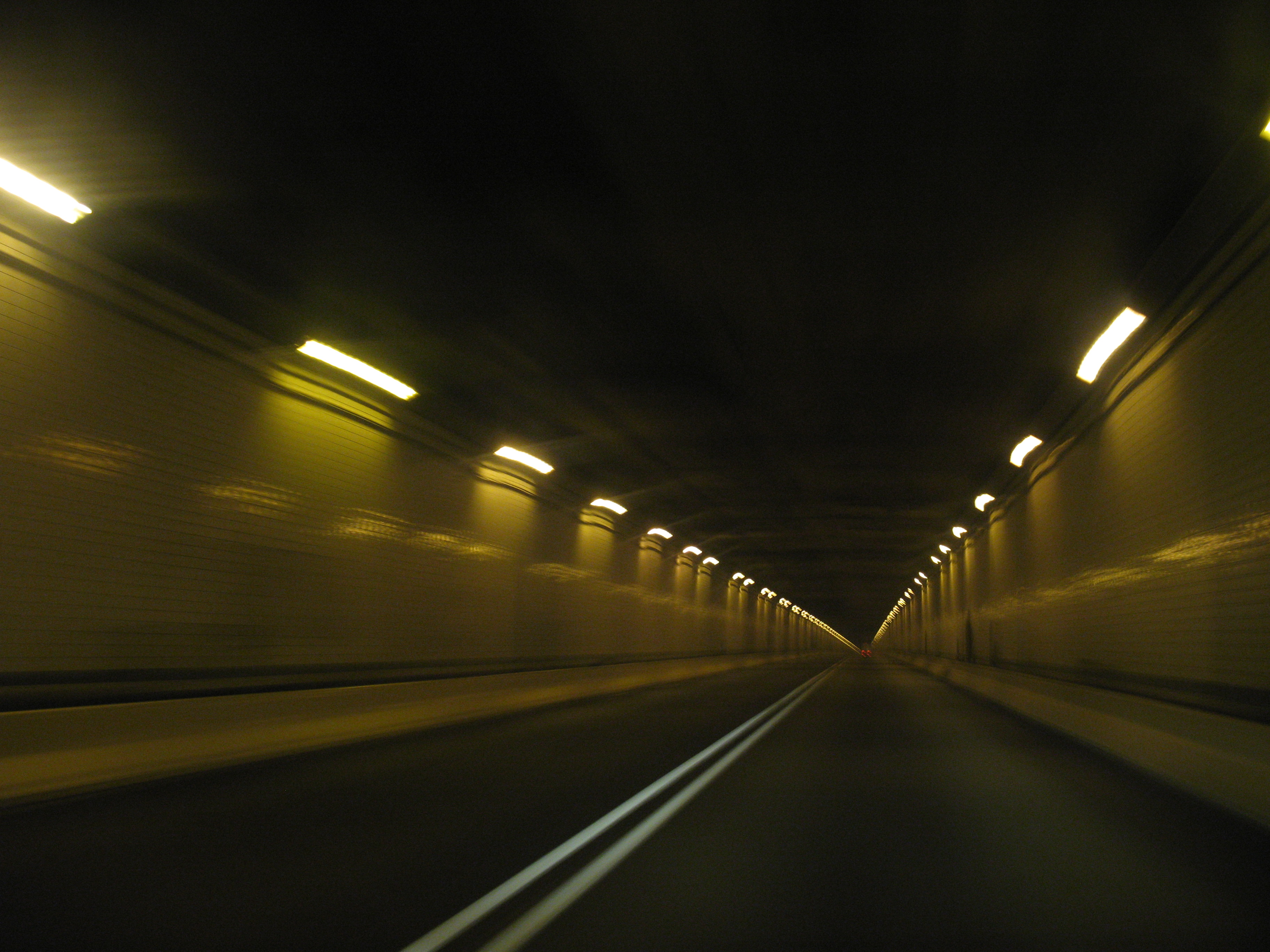
Pennsylvania Turnpike (도로의 터널)
터널 입구
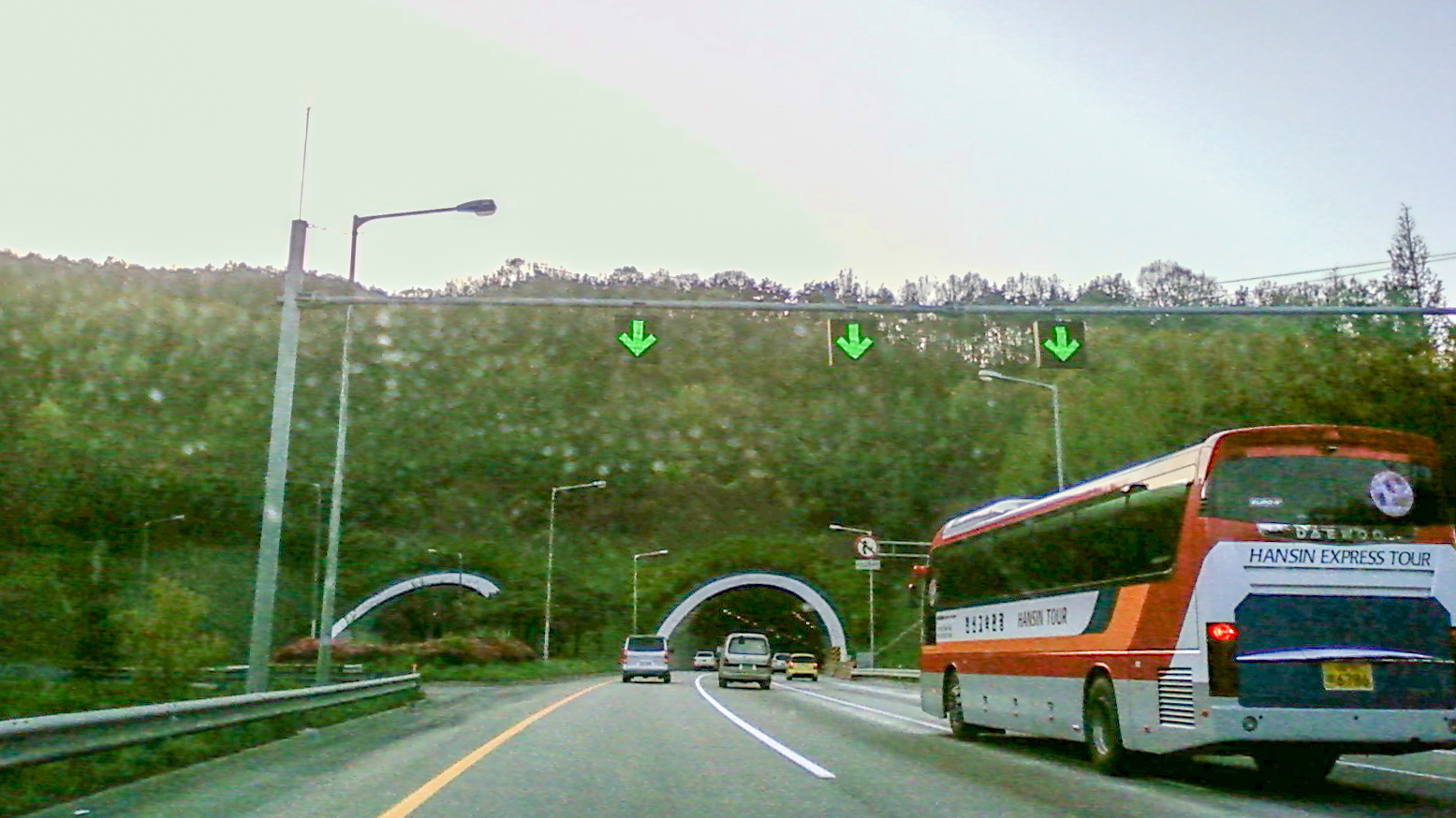
대전 터널
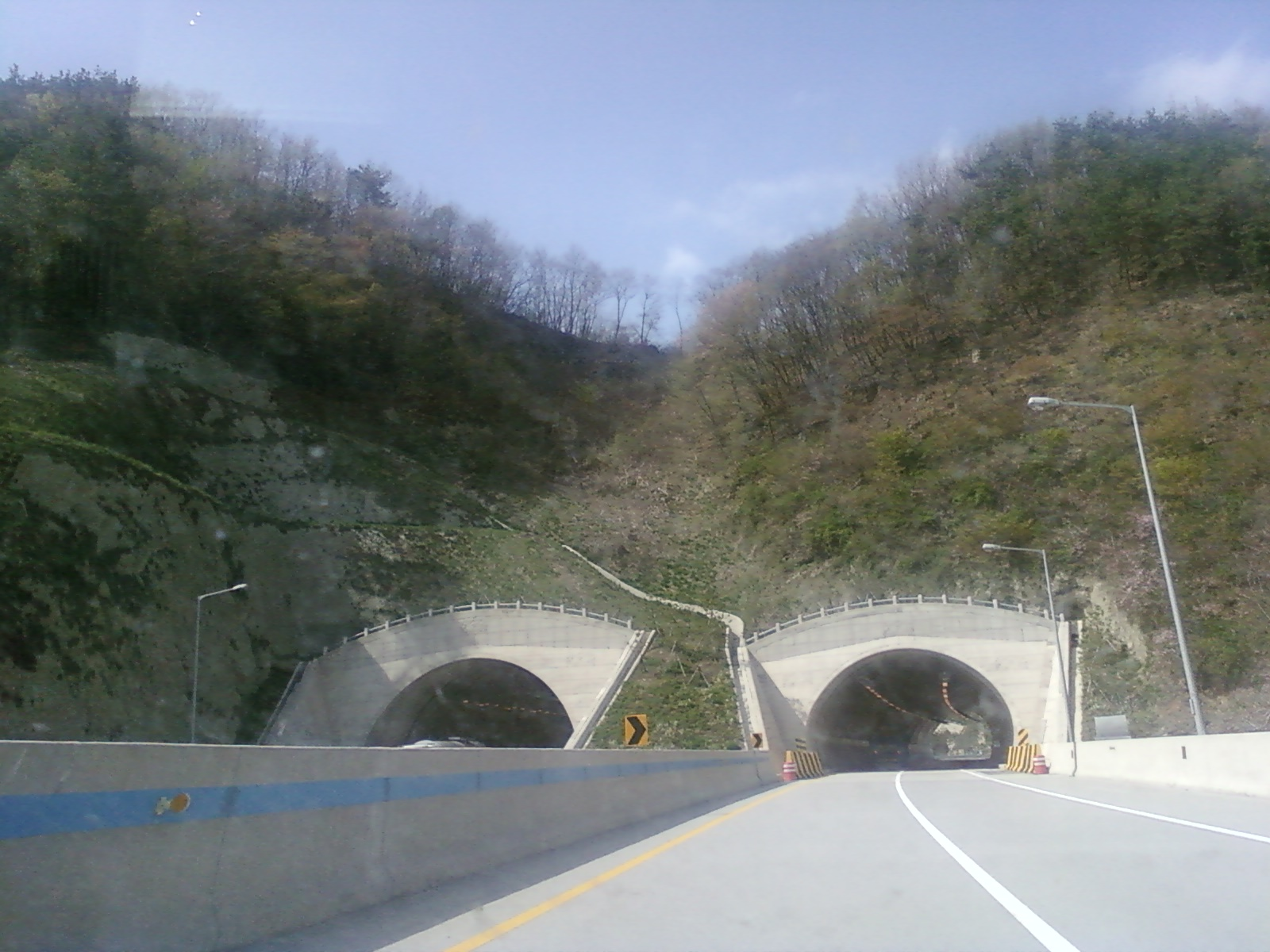
상관1 터널
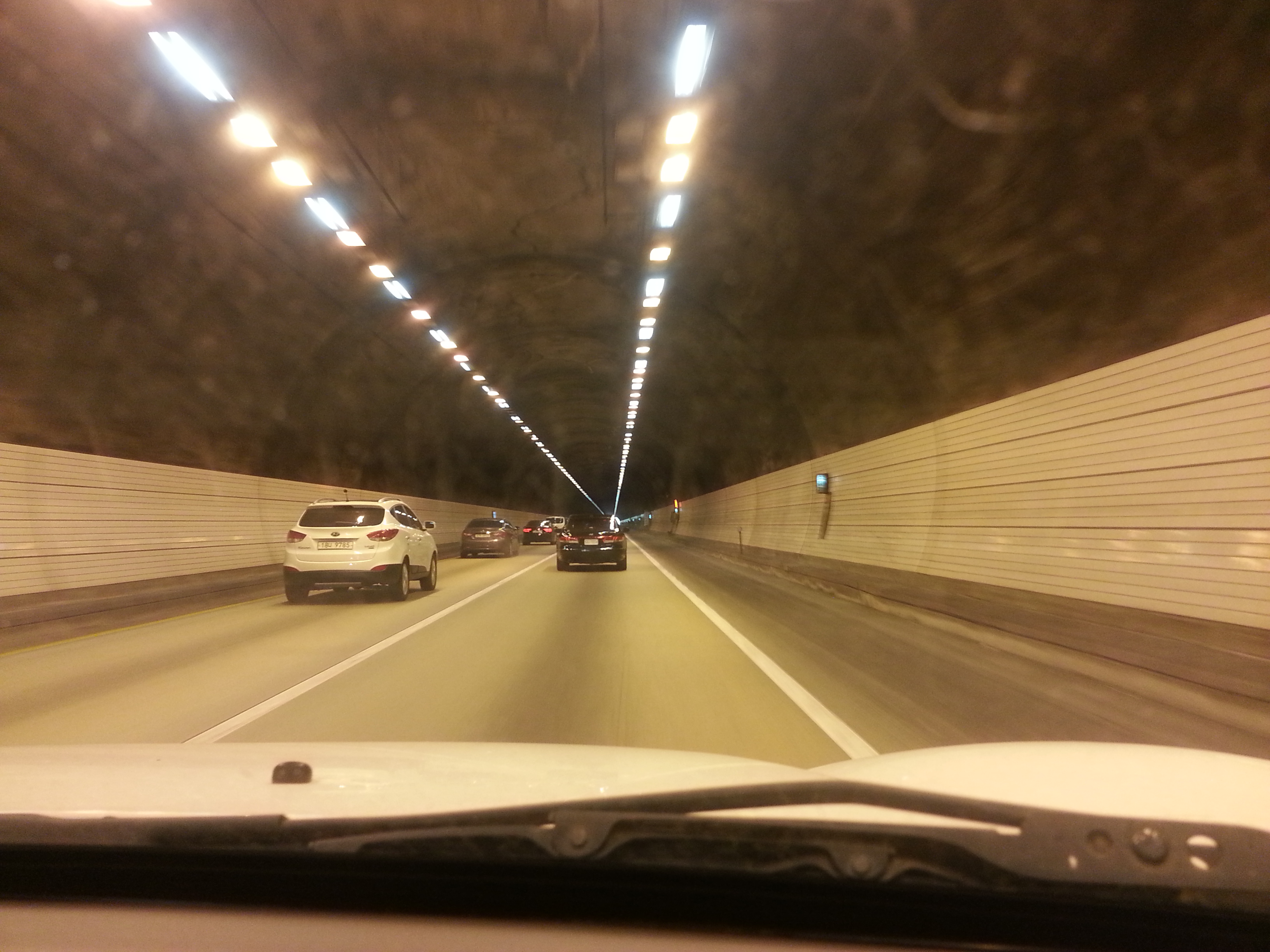
고속도로 터널 내부
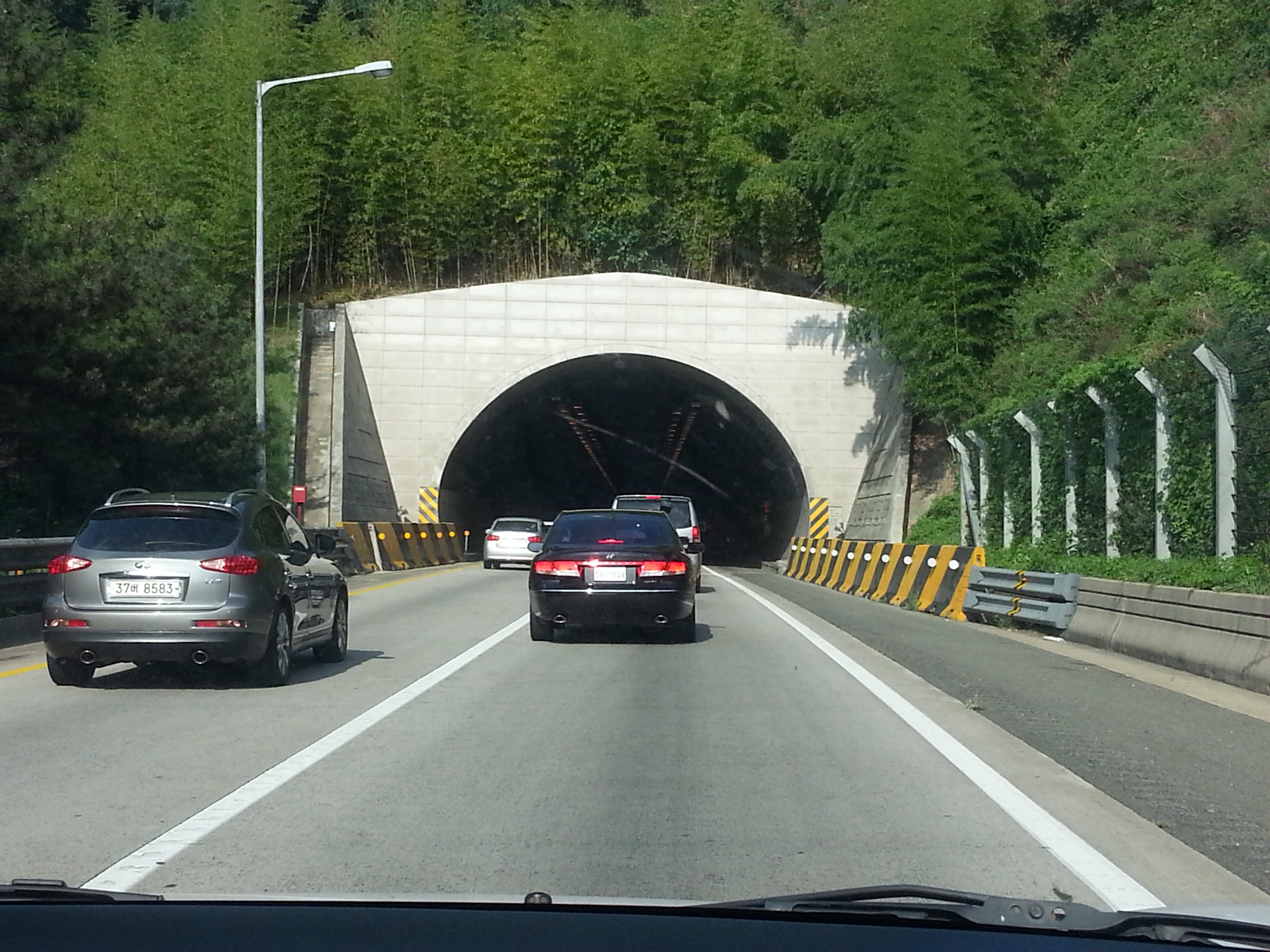
고속도로 터널 입구
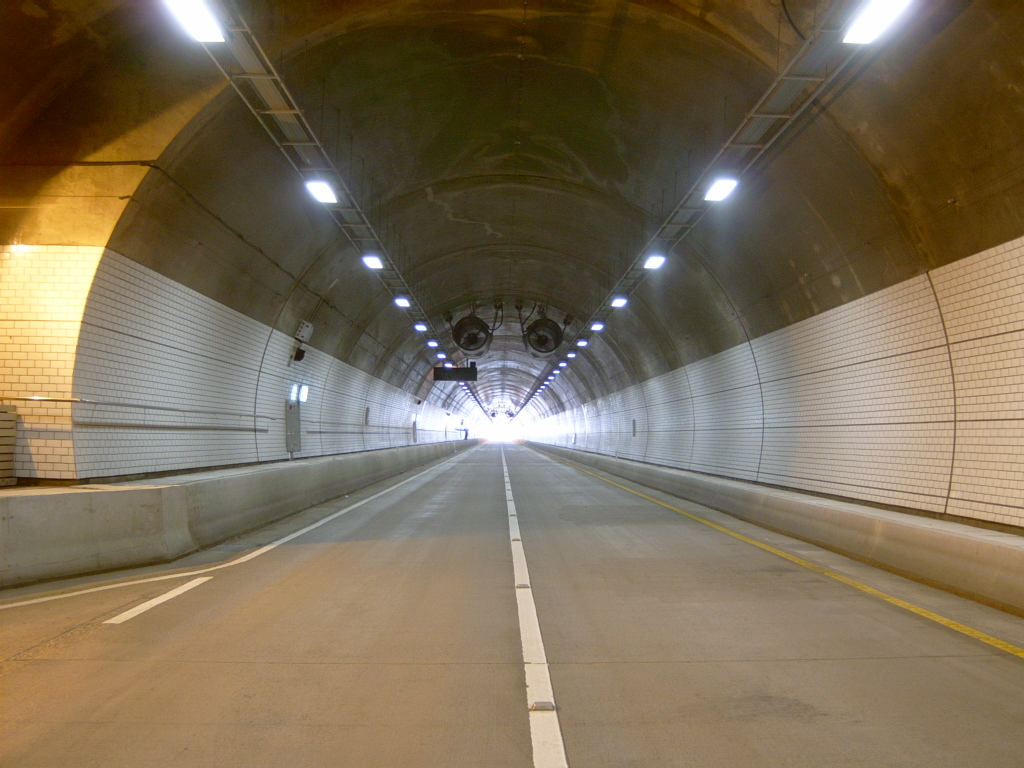
강원도 미시령터널, 미시령터널 길이: 3,690m
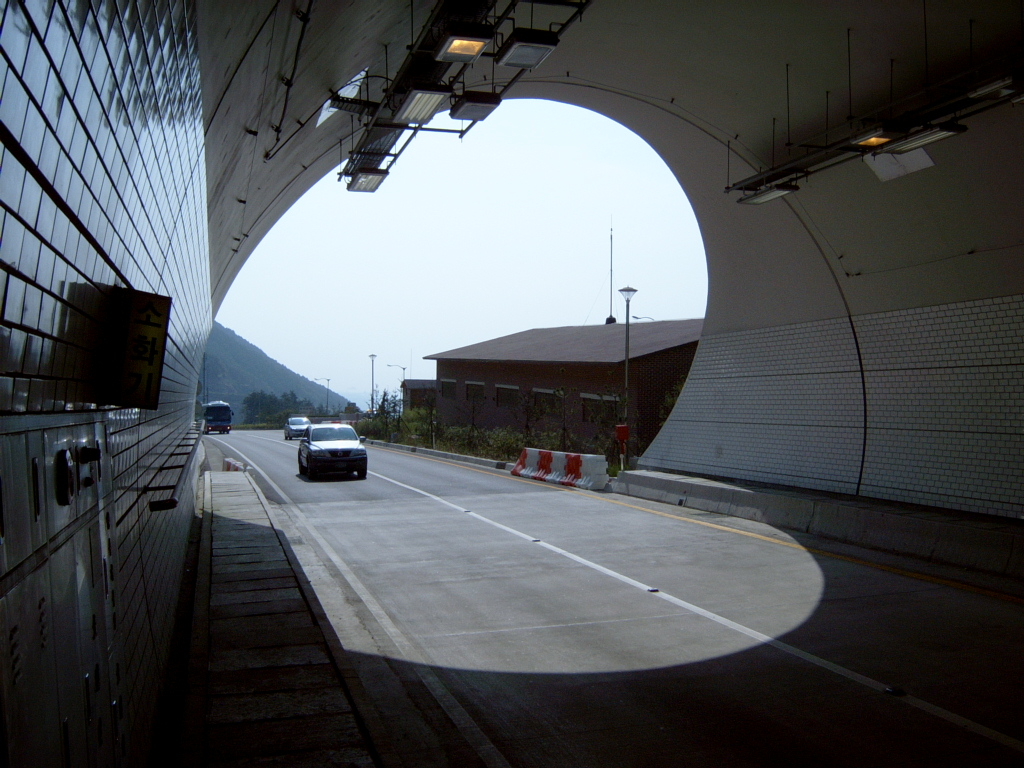
미시령터널 상행선(인제방향) 입구

## 같이 보기
- 국제터널학회
- 지하철
- 지하차도
- 로스앤젤레스 2가 터널(영어판) - 각종 영화, 뮤직비디오, TV광고에 자주 나오는 터널
- 군사용 터널
  - 남침땅굴
    - 남침땅굴을 찾는 사람들

  - 꾸찌 터널
  - 빈목 터널(en:Vinh Moc tunnels, vi:Địa đạo Vịnh Mốc)

## 참고 자료
- 국토교통부 - 도로터널 방재시설 설치 및 관리지침
- 박영태 (2019). 《토목기사 실기》. 세진사.